# Lindsaea hornei
Lindsaea hornei là một loài dương xỉ trong họ Lindsaeaceae. Loài này được C.Chr. mô tả khoa học đầu tiên năm 1905.
Danh pháp khoa học của loài này chưa được làm sáng tỏ. 